# 372 Palma
372 Palma eller A893 QB är en av de största asteroiderna i asteroidbältet. Den upptäcktes 19 augusti 1893 av den franske astronomen A. Charlois i Nice. Asteroiden har förmodligen fått sitt namn efter huvudstaden på den spanska ön Mallorca. Den är en av 34 planeter upptäckta av Charlois vars namn bestämts av Astronomisches Rechen-Institut.